# Хёй, Энн
Энн Хёй (иер. 許鞍華, кант.-рус. Хёй Оньва, ютпх. Heoi2 On1 Waa4, кит.-рус. Сюй Аньхуа; англ. Ann Hui On-wah; род. 23 мая 1947, Аньшань, Ляонин) — гонконгская актриса, режиссёр, сценарист, продюсер, виднейшая представительница новой волны гонконгского кино.

## Биография
Родилась в Китае, в смешанной семье, отец — китаец, мать — японка. В пятилетнем возрасте переехала с родителями в Макао, а затем в Гонконг. Закончила католическую школу для девочек, Гонконгский университет (1972), два года училась в Лондонской киношколе, защитила диплом по творчеству Роб-Грийе. Вернувшись в Гонконг, работала ассистентом у Кинг Ху. Снимала сериалы и документальные ленты, посвящённые острым социальным проблемам, для Television Broadcasts Limited (TBL) и Radio Television Hong Kong (RTHK). Первый полнометражный игровой кинофильм Тайна сняла в 1979. С 1981 снималась как актриса, в том числе — в собственных картинах.

## Творчество

### Режиссёрские работы
- 1978: Под Скалой Льва (сериал), режиссёр трёх серий (эпизодов):
  - «Гости» (также известен как «Мальчик из Вьетнама») - первый фильм «вьетнамской кинотрилогии»;
  - «Мост»;
  - «Дорога».
- 1979: Тайна
- 1980: Жуткая банда
- 1981: История Хо Вьета / Бог убийц - второй фильм «вьетнамской кинотрилогии»
- 1982: Люди в лодках - третий фильм «вьетнамской кинотрилогии» (Гонконгская кинопремия за режиссуру)
- 1984: Любовь в падшем городе (по роману Чжан Айлин, номинация на Золотую лошадь за лучший фильм)
- 1987: Роман о книге и мече (по роману Цзинь Юна)
- 1987: Принцесса Благоухание (по роману Цзинь Юна)
- 1988: Сияющий в ночи
- 1990: Виртуоз (коллективный проект)
- 1990: Песня изгнания (премия Азиатско-тихоокеанского МКФ за лучший фильм)
- 1991: Мой американский внук
- 1995: Летний снег (Золотая лошадь за лучший фильм, премия МФ женского кино в Кретее за лучший фильм, премия экуменического жюри Берлинского МКФ, Гонконгская кинопремия за режиссуру)
- 1996: Каскадёрша
- 1997: Восемнадцать вёсен (по роману Чжан Айлин)
- 1999: Обыкновенные герои (Золотая лошадь за режиссуру)
- 2001: Видимый секрет (Гонконгская кинопремия за режиссуру)
- 2002: Июльская рапсодия
- 2003: Богиня милосердия (премия зрительских симпатий на МКФ в Вероне, номинация на Золотого Георгия)
- 2006: Постмодернистская жизнь моей тёти (премия Гонконгского общества кинокритиков лучшему режиссёру)
- 2008: Наша жизнь в микрорайоне Тяньшуйвэй (Гонконгская кинопремия и премия Гонконгского общества кинокритиков лучшему режиссёру)
- 2009: Ночь и туман
- 2010: Всё о любви
- 2011: Простая жизнь (Золотая лошадь и Гонконгская кинопремия лучшему режиссёру, четыре премии и номинация на Золотого льва Венецианского МКФ)
- 2012: Красота 2012 (коллективный проект)
- 2014: Золотая эпоха (фильм выбран для закрытия Венецианского МКФ 2014)
- 2017: Наше время придёт
- 2020: Любовь после любви
- 2023: Элегия

### Избранные актёрские работы
- 1983: Победители и грешники (Саммо Хун)
- 1995: Летний снег (Энн Хёй)
- 1996: Кто женщина, кто мужчина (Питер Чан)
- 1996: Кому-то там наверху я нравлюсь (Патрик Лун)
- 1997: Река (Цай Минлян)
- 2000: Зона триад (Данте Лам)
- 2001: Во веки веков (Реймонд То)
- 2001: Видимый секрет (Энн Хёй)
- 2006: Меня зовут «Знаменитость» (Лоуренс Лау)
- 2010: Отражение радуги (Алекс Ло)

## Признание
Орден Британской империи (1997). Премия Гонконгского МКФ и Asian Film Awards за жизненное достижение (2012).
Почётный «Золотой лев» за вклад в кинематограф.